# يوجين كلينغ
يوجين كلينغ (بالألمانية: Eugen Kling)‏ هو لاعب كرة قدم ألماني، ولد في 14 فبراير 1899 في ميونخ في ألمانيا، وتوفي في 21 ديسمبر 1971. شارك مع منتخب ألمانيا لكرة القدم. أما مع النوادي، فقد لعب مع ميونخ 1860.

## وصلات خارجية
- يوجين كلينغ على موقع قاعدة بيانات كرة القدم.إي يو (الإنجليزية)
- يوجين كلينغ على موقع ناشيونال فوتبول تيمز (الإنجليزية)
- يوجين كلينغ على موقع عالم كرة القدم.نت (الإنجليزية)